# Бокельрем
Бокельрем (нем. Bokelrehm) — община в Германии, в земле Шлезвиг-Гольштейн.
Входит в состав района Штайнбург. Подчиняется управлению Шенефельд. Население составляет 144 человека (на 31 декабря 2010 года). Занимает площадь 2,69 км².
Основана в 1538 году.
Коммуна подразделяется на 2 сельских округа. Глава Бокельрема — Томас Лохан.